# Nikolaj Kolcov
Nikolaj Konstantinovitj Kolcov, född 15 juli 1872 i Moskva, död 2 december 1940 i Leningrad, var en rysk experimentalbiolog.
Nikolaj Kolcov var huvudsakligen verksam inom cellforskningen, i synnerhet beträffande cellernas struktur. Han var en av de första som uttalade tanken, att kromosomern bör uppfattas som sammansatta molekyler. Kolcov verkade som lärare vid universiteten i Moskva och inlade stora förtjänster vid nyorganisationen av högre biologiska läroanstalter i Sovjetunionen.